# Deutsche Schule Cali
Die Deutsche Schule Cali (spanisch Colegio Alemán Cali) ist eine von vier deutschen Auslandsschulen in Kolumbien. Sie wurde 1935 in Cali gegründet. Die Schule befindet sich im grünen Stadtviertel Ciudad Jardín im Süden der Stadt auf einem Campus der die Größe von ca. zehn Fußballfeldern einnimmt.
Die Deutsche Schule Cali ist eine spanischsprachige Schule mit verstärktem Deutschunterricht. Das Fach Deutsch wird als erste Fremdsprache ab der Vorschule unterrichtet, deutschsprachiger Fachunterricht beginnt in den Jahrgangsstufen neun (Biologie) und zehn (Geschichte). An der Deutschen Schule Cali werden die Sprachdiplomprüfungen der Stufen I (Jahrgangsstufe zehn) und II (Jahrgangsstufe zwölf) der Kultusministerkonferenz durchgeführt. Weitere Sprachprüfungen finden in Englisch (Cambridge First Certificate) und Französisch (Diplôme d’Etudes en Langue Française) statt.

## Geschichte

### Anfänge
Die Entstehung der Deutschen Schule Cali geht auf das Ende des Ersten Weltkrieges zurück, als eine Gruppe Deutscher, die sich eine Zukunft in der Hauptstadt des Valle del Cauca aufbauen wollten, die Idee hatte, eine Schule zu gründen. Ihre Kinder sollten eine an die deutschen Gewohnheiten, Sprache und Kultur angepasste Ausbildung erhalten. Diese Idee wurde am 9. Juli 1935 konkretisiert, das die Gründung des Clubs Deutsche Schule mit einem Dokument bestätigte. Der Schulbetrieb begann auf der „Finca Las Ceibas“ im Stadtviertel San Fernando und hatte zwölf Kinder im Bereich des Kindergartens.

### Gründung
1936 erhielt die Schule ihren Rechtsstatus und im gleichen Jahr beschloss der Club Deutsche Schule, ein 4.000 m² großes Grundstück in der Calle 5 mit Carrera 24 zu kaufen. Dort befindet sich heute das Kultur-, Wissenschafts- und Technologiezentrum „La Manzana del Saber“. Hierhin wurde der erste Sitz der Deutschen Schule Cali gebaut. 1939 gab es bereits ungefähr 80 Schüler. Der Ausbruch des Zweiten Weltkrieges bedingte eine zeitweise Schließung, die bis 1952 andauerte. In dieser Zeit übernahm die kolumbianische Nationalbank Banco de la República die Verwaltung und vermietete den Sitz an die Schule Villegas. Anschließend übernahm der Club Deutsche Schule erneut die Leitung.

### Neues Schulgebäude
Als die Schule 1952 offiziell beim Erziehungsministerium des Departamento registriert wurde, hatte sie bereits 225 Schüler. Von 1954 bis 1960 wurden die Grundschule und die weiterführende Schule vom Staat anerkannt. Im letztgenannten Jahr wurde der erste Abiturienten-Jahrgang verabschiedet. Zum Ende der 1960er Jahre hat der Club Deutsche Schule seinen aktuellen Namen angenommen: Corporación Cultural Colegio Alemán. Unter diesem neuen Namen bemühte sich die Schule, finanzielle Unterstützung vom Auswärtigen Amt zu erhalten um ein neues Grundstück zu kaufen und die Schule dort anzusiedeln. Die Bemühungen hatten Erfolg und 1973 bewilligte das deutsche Kanzleramt die notwendige finanzielle Unterstützung. Es konnte daraufhin ein 40.000 m² großes Grundstück erworben werden, das zur „Hacienda Cañasgordas“, heute bekannt als Ciudad Jardín, gehörte. Dort wurde der heutige Sitz der Schule gebaut. Nach der Grundsteinlegung wurde am 16. April 1977 das neue Gebäude offiziell eingeweiht.
2001 wurde offiziell die Kinderkrippe „Max und Moritz“ eingeweiht, um die kleinen Kinder besser vorzubereiten, bevor sie in den Kindergartenbereich kommen. Im selben Jahr erhielt die Schule auch die offizielle Anerkennung der Ausbildung durch das Bildungsministerium des Departamento Valle del Cauca. 2002 kam die Einführung des International Baccalaureate, welches die Absolventen berechtigt, weltweit an vielen Universitäten zu studieren.
Schulträger ist die Corporación Cultural Colegio Alemán de Cali. Im Jahr 2016/17 sind insgesamt 769 Schüler eingeschrieben.